# Chae Yeon
Đây là một tên người Triều Tiên, họ là Lee.
Lee Chae-Yeon (tiếng Hàn Quốc: 이채연, sinh ngày 10 Tháng 12 năm 1978), là một ca sĩ nhạc pop Hàn Quốc, cô trở nên nổi tiếng với hit single "Two of Us" (tiếng Hàn: 둘이서) năm 2004 và phong cách nhảy sóng của cô.